# Ascotis nigristigma
Ascotis nigristigma là một loài bướm đêm trong họ Geometridae.